# Kölbl Kruse
Die Kölbl Kruse GmbH ist ein 1999 gegründeter Immobilien-Projektentwickler mit Sitz im nordrhein-westfälischen Essen. Das Unternehmen ist Bauherr und Händler von Immobilien zur Kapitalanlage wie sie beispielsweise in Immobilienfonds verwendet werden. In dieser Funktion gelten Kölbl Kruse als Pionier im Ruhrgebiet und waren maßgeblich beteiligt an der Entwicklung des Dortmunder U sowie des Duisburger Innenhafens.

## Geschichte
Am 18. Oktober 1999 wurde die Consil Management GmbH beim Amtsgericht Essen unter HRB 13868 eingetragen. Dieses Unternehmen war ab 2005 die von Stephan Kölbl und Marcus Kruse geführte Kölbl Kruse Facility Management GmbH. Erste Projekte realisierten Kölbl Kruse bis 2007 in Essen, Bochum sowie im Rahmen der Umsetzung des von Norman Foster entwickelten Gesamtkonzeptes für den Duisburger Innenhafen. Das Unternehmen galt hierbei als Pionier und mit fünf realisierten Projekten maßgeblich für die erfolgreiche Umsetzung.
Im Frühjahr 2007 kauften Kölbl Kruse über eine Tochtergesellschaft für ca. 4,5 Mio. Euro Grundstücke im Duisburger Innenhafen, auf denen das neue Landesarchiv Nordrhein-Westfalen Abteilung Rheinland gebaut werden sollte und schlossen einen Mietvertrag mit dem landeseigenen Bau- und Liegenschaftsbetrieb Nordrhein-Westfalen (BLB) ab. Im Sommer 2008 wurden diese Grundstücke an die BLB weiterverkauft und der Mietvertrag abgelöst. Kölbl Kruse erhielt dafür insgesamt rund 30 Mio. Euro. Im Zusammenhang mit Vorwürfen gegen den damaligen Oberbürgermeister Adolf Sauerland und der sogenannten BLB-Affäre war dieser Vorgang Gegenstand von Untersuchungen des Landesrechnungshof, der Staatsanwaltschaft sowie eines parlamentarischen Untersuchungsausschusses des NRW-Landtags. Vorwürfe der Bestechung oder der Insidertipps wegen geleisteter Parteispenden an die örtliche CDU wurden von Kölbl Kruse zurückgewiesen. Ermittlungen gegen das Unternehmen wurden eingestellt.
Ende 2007 stellten Kölbl Kruse zusammen mit der Stadt Duisburg auf der Expo Real in München ihr Projekt Living Bridge vor. Das vielbeachtete Konzept mit Entwürfen des Hamburger Architekten Hadi Teherani beschrieb eine 230 Meter lange bewohnbare Brücke über den Ruhrkanal am Duisburger Innenhafen. Zwischen 2007 und 2010 realisierten Kölbl Kruse verschiedene Bauvorhaben in Essen und Köln. Darunter auch das Cäcilium bei dessen Ausschachtung umfangreiche Fundamente einer römischen Therme zu Tage traten, die im Rahmen einer Grabung von Archäologen des Römisch-Germanisches Museum 2007 gesichtet wurden.
Ab 2007 waren Kölbl Kruse an der Entwicklung des Geländes der ehemaligen Dortmunder Union-Brauerei rund und um das Dortmunder U beteiligt. Neben dem Gebäude für die Bundesinnungskrankenkasse Gesundheit errichteten sie dort von 2013 bis 2015 in einem Joint Venture zusammen mit Hochtief Solutions und Hochtief Projektentwicklung für die Stadt Dortmund eine der größten Schulen Deutschlands. Auch bei diesem Projekt wurden gegen Kölbl Kruse wieder Bestechungsvorwürfe laut. Diesmal im Zusammenhang mit dem Dortmunder Oberbürgermeisters Ullrich Sierau und Spenden an die SPD-Ortsgruppe. Die Staatsanwaltschaft sah aber keinen Grund für Ermittlungen.
Mit der Vorstellung ihrer Pläne zum Eurogate Duisburg, einem 35.000 m² großen Büro- und Tagungskomplex, hatten Foster and Partners im März 2006 ihre Arbeit zur Konversion des Duisburger Innenhafens beendet. Nach einem internationalen Investorenwettbewerb erhielt Kölbl Kruse im Sommer 2010 den Zuschlag für die Realisierung und erwarb in Folge die Grundstücke von der Innenstadt-Entwicklungsgesellschaft (IDE).
Im Jahr 2012 stiegen Kölbl Kruse aus dem Eurogate-Projekt aus, nachdem die vereinbarte Vorvermietungsquote nicht erreicht werden konnte. Die Verträge wurden im Einvernehmen mit der IDE rückabgewickelt und das Projekt von dieser neu vergeben. In Folge kam es erneut zu Ermittlungen und Hausdurchsuchungen durch die Staatsanwaltschaft. Der Vorwurf lautete Kölbl Kruse habe auf Forderungen verzichtet und im Gegenzug andere lukrative Projekte in Aussicht gestellt bekommen. Im gleichen Jahr startete das Unternehmen mit den Bauarbeiten zu seinem ersten Wohnbauprojekt Living One. und errichtete für die RAG Montan Immobilien den ersten Neubau auf dem Gelände eines UNESCO-Welterbes.
Nach Fertigstellung des RÜ 62 verlegte Kölbl Kruse seinen Sitz 2013 aus dem verkauften Weststadt-Carree in die Rüttenscheider Str. 62 in Essen-Rüttenscheid. Zwischen März 2013 und Juli 2014 wurde das Unternehmen in mehreren Schritten umstrukturiert. Dabei wurden verschiedene Töchter zur Kölbl Kruse GmbH verschmolzen und einzelne Geschäftsbereiche in neue Gesellschaften ausgelagert.
Am 2. August 2013 gründeten Kölbl Kruse und die RAG Montan Immobilien GmbH die Welterbe Entwicklungsgesellschaft mbH & Co. KG. (HRA 10026) Unternehmenszweck war die Entwicklung von Immobilien auf dem Welterbe Zollverein. Mit dieser Projektgesellschaft übernahmen sie Ende September 2014 Grundstücke auf dem Gelände der Zeche Zollverein von der RAG-Stiftung und entwickelten drei Bauprojekte für die Folkwang Universität der Künste, die gemeinsame Verwaltung von RAG-Stiftung und RAG AG sowie einem Hotel.
Zwischen 2013 und 2017 errichteten Kölbl Kruse verschiedene Unternehmenszentralen in Essen, und Duisburg für Ista, Schenker, Targobank sowie die Funke Mediengruppe.
Im Mai 2017 erfolgte die Grundsteinlegung für das Projekt Lister Dreieck in Hannover an dem Kölbl Kruse bereits seit 2009 gearbeitet hatte. Ein architektonischer Ideenwettbewerb wurde bereits 2015 durchgeführt. Das Unternehmen baute hier auf dem Gelände des ehemaligen Zentraler Omnibusbahnhof Hannover die neue Regionalzentrale der Deutsche Bahn AG. Die Eröffnung wurde im Mai 2019 gefeiert.
Seit 2016 verhandelte Kölbl Kruse mit RWE die Übernahme der RWE-Hochhäuser an der Essener Kruppstraße / Huyssenallee und beteiligte sich am Investorenwettbewerb um den neuen RWE-Campus an der Altenessener Straße. Im März 2017 übernahm Kölbl Kruse die RWE-Hochhäuser um hier bis 2024 den Campus der RWE-Tochter Innogy zu errichten. Im Juli 2018 zog sich Köbl Kruse vom Vertrag mit Innogy durch das vertragliche Rücktrittsrecht zurück, angesichts der langen Planungs- und Bauzeit fürchtet Köbl Kruse um die Wirtschaftlichkeit des Vorhabens.
2017 erfolgten die Grundsteinlegungen für die Bürogebäude The Summit, einem Hightech-Zentrum in Siegen, sowie Anfang 2018 für ein Bürogebäude an der Moskauer Straße in Düsseldorf für die Unfallkasse NRW. Beide Gebäude werden im Jahr 2019 fertiggestellt.
Ende 2018 wurde das neue Medienhaus der Funke Mediengruppe fertiggestellt sowie der Baubeginn des Hotels auf Zollverein vollzogen, welches auf Grund seiner schnellen Modulbauweise bereits Mitte 2019 eröffnet werden kann.

## Unternehmen
Kölbl Kruse entwickeln, verwalten und handeln mittelgroße Kapitalanlage-Immobilien mit Investitionsvolumen zwischen 30 und 100 Mio. Euro. Zur Kölbl-Kruse-Gruppe gehören verschiedene Tochtergesellschaften sowie unter dem Dach der Kölbl Kruse GmbH wechselnde Projekt bezogene Projektgesellschaften.
Unternehmensstruktur der Kölbl-Kruse-Gruppe:
- Kölbl Kruse Facility Management GmbH (ehemals Consil GmbH)
- Kölbl Kruse Construction Management GmbH
- Kölbl Kruse GmbH (ehemals Kölbl Kruse Projektentwicklungen GmbH)
  - Welterbe Entwicklungsgesellschaft mbH & Co. KG
  - Welterbe II Entwicklungsgesellschaft mbH & Co. KG
  - Zirkonium Verwaltungsgesellschaft mbH & Co. KG
  - Projekt DoU Baufeld Nord GmbH & Co. KG
  - Projekt DoU Baufeld Nord Verwaltungs-GmbH

### Geschäftsführung
- Stephan Kölbl
- Marcus Kruse
- Markus Ufer
- Ulrich Leowald[39]

## Auszeichnungen
- 2007: Red Dot Design Award für Kundenpräsent The Bench Box
- 2009: Designpreis der Bundesrepublik Deutschland Nominierung der Broschüre Spatenstich zum Projekt The Bench[40]
- 2009: Immobilienmanager AWARD für das Glückaufhaus[41]
- 2010: Auszeichnung guter Bauten 2010 des Bund Deutscher Architekten Essen für das Glückaufhaus[42]
- 2012: Red Dot Design Award für den Präsentationskubus zum Projekt Living One[43]
- 2012: Immobilienmanager Award für das BIG[41]
- 2015: Architekturpreis der Stadt Essen für Living One[44]
- 2018: Auszeichnung guter Bauten 2018 des Bund Deutscher Architekten NRW für die Folkwang Universität der Künste[45]
- 2018: Auszeichnung mit dem Deutschen Fassadenpreis 2018 für Vorgehängte Hinterlüftete Fassaden für die Folkwang Universität der Künste[46]
- 2018: Auszeichnung mit dem Schulbaupreis NRW 2018 für die Dortmunder Berufsschulen[47]

## Realisierte Projekte (Auswahl)
| Projektbezeichnung                              | Zeitraum  | Standort                                                       | Beschreibung | Verwertung (Stand 2017) | Bild                                                                    |
| ----------------------------------------------- | --------- | -------------------------------------------------------------- | --- | --- | ----------------------------------------------------------------------- |
| Speicher Allgemeine                             | 1999–2005 | Duisburger Innenhafen Philosophenweg 17 Duisburg               | Umnutzung des denkmalgeschützten Silo-Getreidespeichers (Bj. 1936) der ehem. Allgemeine Speditions AG mit ca. 6.700 m² BGF. Architekten: Bahl Architekten    | Verkauft |                                                                         |
| Bürohaus Innenhafen                             | 2000–2002 | Duisburger Innenhafen Schifferstraße 200 Duisburg              | Projektierung und Neubau eines Büro- und Geschäftshauses mit 10.000 m² BGF. Architekten: Bahl Architekten                                                    | Verkauft an die aik Immobilien-Kapitalanlagegesellschaft.                                                                                               |                                                                         |
| Weststadt-Carrée                                | 2002–2003 | Essen-Westviertel Altendorfer Straße 11 Essen                  | Projektierung und Neubau eines Bürogebäudes mit 27.000 m² BGF. Architekten: Bahl Architekten                                                                 | Verkauft an das Versorgungswerk der Architekten NRW. | https://koelbl-kruse.de/wp-content/uploads/2016/12/weststadt-carre7.jpg |
| Five Boats                                      | 2002–2005 | Duisburger Innenhafen Schifferstraße 166 Duisburg              | Projektierung und Neubau eines Bürogebäudes mit 23.500 m² BGF. Architekten: Grimshaw & Partners, Bahl Architekten                                            | Verkauft für 60 Mio. Euro an die Hannover Leasing. |                                                                         |
| WestSide                                        | 2002–2005 | Essen-Westviertel Paul-Klinger-Straße 15 Essen                 | Projektierung und Neubau eines Bürogebäudes mit 11.000 m² BGF Architekten: Bahl Architekten                                                                  | Im Bestand |                                                                         |
| Bogart                                          | 2002–2004 | Bochum-Mitte Universitätsstraße 47 Bochum                      | Projektierung und Neubau eines Bürogebäudes mit 12.000 m² BGF Architekten: Bahl Architekten                                                                  | Im Bestand |                                                                         |
| Hitachi Power Office                            | 2004–2007 | Duisburger Innenhafen Schifferstraße 80 Duisburg               | Projektierung und Neubau eines Bürogebäudes mit 16.500 m² NUF auf dem Gelände der ehemaligen Koch & Co Getreidelagerei. Architekten: Bahl Architekten        | Verkauft für 45 Mio. Euro an die Hannover Leasing. |                                                                         |
| The Bench                                       | 2005–2008 | Rheinauhafen Im Zollhafen 15 Köln                              | Projektierung und Neubau eines Bürogebäudes mit 7.000 m² BGF. Architekten: Bahl Architekten                                                                  | Verkauft an die Hannover Leasing GmbH. Im Fond HL176 Bürogebäude The Bench Rheinauhafen Köln.                                                           |                                                                         |
| Glückaufhaus                                    | 2004–2009 | Südviertel Friedrichstraße 1 Essen                             | Revitalisierung und Erweiterung eines denkmalgeschützten Bürogebäudes (Bj. 1923) mit 17.000 m² NUF. Architekten: Bahl Architekten                            | Investition ca. 50 Mio. Euro. Vermietet im Bestand. |                                                                         |
| Cäcilium                                        | 2007–2009 | Cäcilien-Viertel Cäcilienkloster 2–10 Köln                     | Projektierung und Neubau eines Bürogebäudes mit 19.359 m² Nutzungsfläche auf dem historischen Gelände.Architekten: KSP Jürgen Engel Architekten              | Verkauft für ca. 75 Mio. Euro an die SEB Asset Management. Im Fond Target Returns                                                                       |                                                                         |
| Looper                                          | 2008–2009 | Duisburger Innenhafen Schifferstraße 166 Duisburg              | Projektierung und Neubau eines Bürogebäudes mit 16.000 m² BGF. Architekten: Bahl Architekten                                                                 | Verkauft für ca. 27 Mio. Euro an die DIC Asset AG. |                                                                         |
| Bundesinnungskrankenkasse Gesundheit            | 2010–2011 | Am Dortmunder U Rheinische Straße 1 Dortmund                   | Projektierung und Neubau eines Verwaltungsgebäudes mit 19.000 m² BGF auf dem Gelände der ehemaligen Dortmunder Union-Brauerei. Architekten: Bahl Architekten | Verkauft für 56,6 Mio. Euro an die Yucatan Verwaltungsgesellschaft. Im Fond Substanzwerte Deutschland 5 der Hannover Leasing                            |                                                                         |
| Firmenzentrale der RAG Montan Immobilien        | 2010–2012 | Zeche Zollverein Im Welterbe 1–8 Essen-Stoppenberg             | Projektierung und Neubau eines Bürogebäudes mit 7.600 m² BGF auf dem Gelände des UNESCO-Welterbe. Architekten: Bahl Architekten                              | In Kooperation mit der RAG Montan Immobilien. |                                                                         |
| RÜ62                                            | 2010–2013 | Rüttenscheider Stern Rüttenscheider Str. 62 Essen-Rüttenscheid | Projektierung und Neubau eines Geschäftshauses mit 10.000 m² NUF auf dem Gelände des ehemaligen Karstadt Kaufhauses. Architekten: RKW Architektur +          | Investition ca. 50 Mio. Euro. Vermietet im Bestand. |                                                                         |
| Targobank                                       | 2014–2015 | Duisburg-Mitte Targobank-Platz 1 Duisburg                      | Projektierung und Neubau eines Bürogebäudes mit ca. 9.000 m² BGF auf dem Gelände des ehemaligen Hauptzollamts. Architekten: Bahl Architekten                 | Investition ca. 25 Mio. EUR. Investor war die Targobank selbst                                                                                          |                                                                         |
| The Grid                                        | 2014–2016 | Südviertel Kruppstraße 4 Essen                                 | Projektierung und Neubau der Schenker-Hauptverwaltung mit 23.450 m² BGF auf dem Gelände des ehemaligen AEG-Hauses. Architekten: BNArchitekten                | Verkauft für ca. 65 Mio. Euro an die Wealth Management Capital Holding                                                                                  |                                                                         |
| Nordsternhaus I Freiheit 1                      | 2012–2016 | Südviertel Freiheit 1 Essen                                    | Revitalisierung eines Bürogebäudes aus den 1950er Jahren mit ca. 5.000 m² NUF. Architekten: MADAKO                                                           | Im Bestand |                                                                         |
| Dortmunder U – Das Viertel                      | 2007–2016 | Am Dortmunder U Emil-Moog-Platz 15 Dortmund                    | Projektierung und Neubau eines Schulkomplexes mit 52.305 m² BGF auf dem Gelände der ehemaligen Dortmunder Union-Brauerei. Architekten: Gerber Architekten    | PPP mit Hochtief und der Stadt Dortmund. Verkauft für ca. 65 Mio. Euro an Savills Investment Management (Savills IM). Im Fond Savills IM Real Invest 1. |                                                                         |
| Silberkuhlsturm                                 | 2014–2017 | Grugacarree Grugaplatz 2 Essen-Rüttenscheid                    | Projektierung und Neubau eines Bürogebäudes mit 12.000 m² BGF auf dem ehemaligen Festwiesen-Gelände mit Bodendenkmal. Architekten: BNArchitekten             | Verkauft für ca. 40 Mio. Euro an die RAG-Stiftung. |                                                                         |
| Living One                                      | 2012–2017 | Grugacarree Messeallee / Moritzst. Essen-Rüttenscheid          | Projektierung und Neubau eines Wohnquartiers mit 84 Wohneinheiten. Architekt: Hermann Klapheck                                                               | Investition ca. 30 Mio. Euro. Verkauf der Wohnungen über die Tochtergesellschaft KK Living GmbH                                                         |                                                                         |
| Medienhaus der Funke Mediengruppe               | 2015–2018 | Uni-Viertel Berliner Platz Essen                               | Projektierung und Neubau eines Bürogebäudes mit 46.000 m² BGF auf dem Gelände des ehemaligen Bahnhofs Essen-Nord. Architekten: AllesWirdGut                  | Investition ca. 90 Mio. Euro im Bestand. |                                                                         |
| Folkwang Universität der Künste                 | 2015–2017 | Zeche Zollverein Martin-Kremmer-Str. 21 Essen-Stoppenberg      | Projektierung und Neubau eines Universitätsgebäudes mit 19.000 m² NUF auf dem Gelände der Zeche Zollverein. Architekten: MGF Architekten                     | In Kooperation mit der RAG Montan Immobilien. Verkauft an die RAG-Stiftung                                                                              |                                                                         |
| Lister Dreieck                                  | 2016–2019 | Lister Dreieck Lister Meile Hannover                           | Projektierung und Neubau eines Bürogebäudes mit 28.000 m² BGF als Regionalzentrale der DB AG auf dem Gelände des alten ZOB. Architekten: Hascher Jehle       | Investition ca. 64 Mio. Verkauft an Savills Investment Management (Savills IM). Im Fond Savills IM Real Invest 1.                                       |                                                                         |
| Verwaltungssitz der RAG-Stiftung und der RAG AG | 2016–2017 | Zeche Zollverein Im Welterbe 10 Essen-Stoppenberg              | Projektierung und Neubau eines Bürogebäudes mit 9.528 m² BGF auf dem Gelände der Zeche Zollverein Architekten: kadawittfeldarchitektur                       | In Kooperation mit der RAG Montan Immobilien. |                                                                         |
| The Summit                                      | 2017–2019 | The Summit Martinshardt Siegen                                 | Projektierung und Neubau eines Bürogebäudes mit ca. 13.000 m² BGF. Architekten: Nentwignotbohm Architekten                                                   | |                                                                         |
| Moskauer Straße 18                              | 2017–2019 | Moskauer Straße 18 Düsseldorf                                  | Projektierung und Neubau eines Bürogebäudes mit ca. 20.000 m² BGF für die Unfallkasse NRW. Architekten: RKW Architektur +                                    | Verkauft für 55,5 Mio. an die Hannover Leasing. |                                                                         |
| Hotel auf Zollverein                            | 2018–2019 | Zeche Zollverein Martin-Kremmer-Str. Essen                     | Projektierung und Neubau eines Hotels mit ca. 2.000 m² BGF. Architekten: Kaspar Kraemer Architekten BDA                                                      | |                                                                         |